# NGC 190A
NGC 190A је елиптична галаксија у сазвежђу Рибе која се налази на NGC листи објеката дубоког неба.
Деклинација објекта је + 7° 3' 23" а ректасцензија 0h 38m 54,6s. Привидна величина (магнитуда) објекта NGC 190 износи 14,8 а фотографска магнитуда 15,8. NGC 190A је још познат и под ознакама MCG 1-2-42, CGCG 409-51, 3ZW 10, HCG 5B, IRAS 00241+3125, PGC 2325.